# Château de Luna (Mairena del Alcor)
Le château de Luna est une ancienne forteresse située à Mairena del Alcor, dans la province espagnole de Séville, en Andalousie. Bâti au XIVe siècle après la reconquête de Séville, il fut agrandi et remodelé au siècle suivant. Restauré au cours du XXe siècle, il présente aujourd'hui un bon état de conservation, et veille sur la ville située à ses pieds.
Le château de Luna illustre parfaitement l'organisation du territoire sévillan à la fin du Moyen Âge et représente un bel exemple d'architecture castrale andalouse à cette période. En 1993, le ministère de la culture l'a classé monument historique.

## Historique

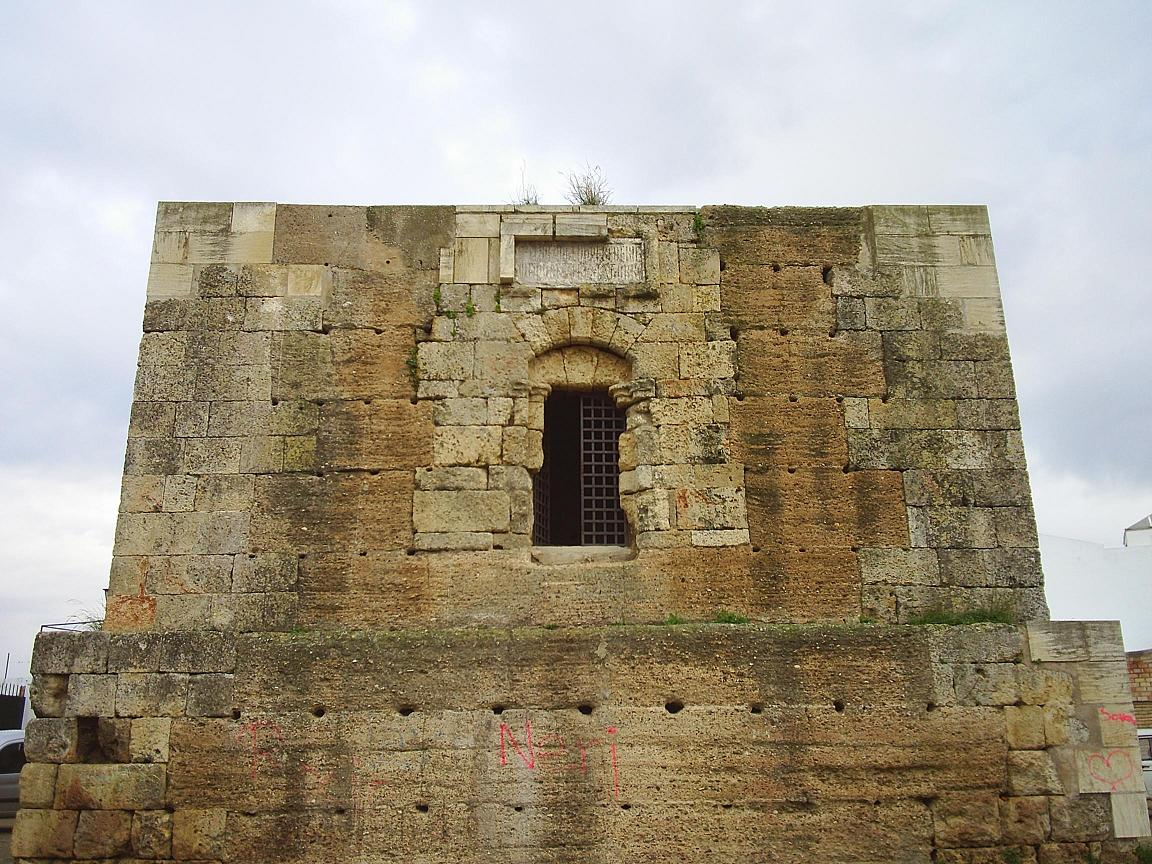
La Tour de don Fadrique à Albaida del Aljarafe, un exemple de tour de guet rurale des environs de Séville.

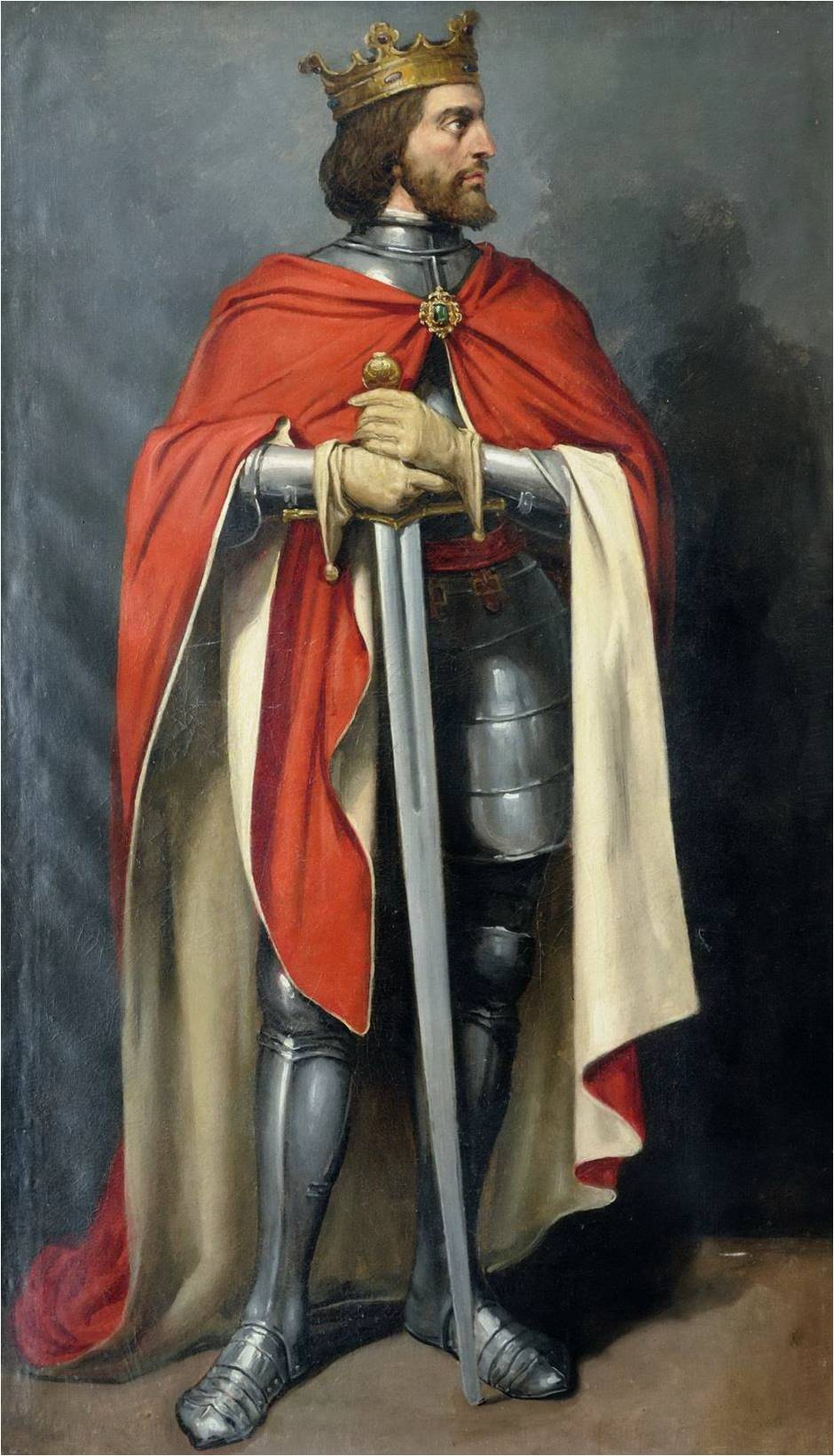
Alphonse XI de Castille.

Le site de l'actuelle ville de Mairena del Alcor est occupé depuis la Préhistoire, les hommes de la région ayant vite décelé la richesse et la fertilité des terres du territoire de Los Alcores. Les fouilles archéologiques ont permis de révéler à l'emplacement du château de Luna la présence d'un carrière romaine, utilisée par la suite comme nécropole. À l'époque musulmane est bâtie une tour. Celle-ci, entourée de quelques habitations, participe à la défense des environs de Séville et est intégrée à un réseau de surveillance et de communication. Elle ne constitue pas un élément propre à résister à des agressions extérieures, mais offre un refuge bienvenu en cas de pillages ou de razzias.
Alors que, à la suite de la conquête de Jaén, Ferdinand III de Castille prépare le siège de Séville qui ne s'achèvera qu'en novembre 1248, le territoire de Mairena del Alcor est intégré au domaine castillan en 1246. Après la chute de Séville commence le repeuplement organisé à travers une répartition des terres de la taifa. Cette répartition, connue sous le nom de Repartimiento de Sevilla, est mise en place en 1253 par Alphonse X de Castille. La tour arabe de Maharana ainsi que des parcelles de terre, le tout relevant de la juridiction municipale d'Alcalá de Guadaíra, sont confiées à l'Ordre de Calatrava, collaborateur efficace dans les opérations militaires contre Al Andalus. La tour revient assez rapidement dans le giron de la couronne, après son abandon par les chevaliers de Calatrava. Mairena est, à la suite de ce retrait et à une date indéterminée, placée sous la juridiction de la ville de Carmona. Quoi qu'il en soit, c'est sans doute à proximité de l'emplacement de cette tour, aujourd'hui disparue et dont l'existence n'est attestée que par les sources de l'époque, qu'est décidée au XIVe siècle l'édification d'un château en bonne et due forme.
La construction se déroule en deux phases : la première a lieu au XIVe siècle, la deuxième une centraine d'années plus tard. En 1342, le roi Alphonse XI de Castille détache le hameau de Mairena de Carmona et le remet à Pedro Pérez Ponce de León, chef d'un illustre lignage nobiliaire. Ce geste vise à le remercier de son aide au cours du siège d'Algésiras . Le roi confirme sa décision en 1345, en délimitant avec précision le territoire donné à Pedro Ponce de León. Ce dernier fait alors bâtir le château initial autour d'une grande place d'armes carrée de 700 m2, dont l'enceinte est flanquée aux quatre angles de tours de sept mètres de hauteur.
La seconde phase de travaux survient au cours de la deuxième moitié du XVe siècle. Alors que le royaume de Castille est plongé dans d'incessantes luttes opposant la noblesse et la monarchie, Rodrigo Ponce de León, qui joue dans ces conflits un rôle de premier plan à l'échelon andalou, est expulsé de Séville entre 1471 et 1474. C'est vraisemblablement à cette période qu'est menée à bien l'extension du château. La forteresse originelle est alors ceinte d'un fossé et d'une muraille extérieure percée de meurtrières pour l'artillerie. Cette décision répond certainement à des exigences stratégiques dans le cadre des conflits permanents opposant la famille des Ponce de León, ducs d'Arcos, et les ducs de Medina Sidonia. Ces luttes trouvent leur origine dans la volonté des deux camps de contrôler les villes de Séville, Carmona et Alcalá de Guadaíra. Eu égard à la position idéale de Mairena par rapport à ces trois cités, il est aisé de comprendre la volonté de la part des Ponce de León de disposer en ces lieux d'une robuste forteresse, apte à contenir une garnison et à résister à un siège .
Las, le château est abandonné au cours des décennies suivantes, car devenu inutile avec les progrès de l'artillerie et surtout l'affermissement du pouvoir monarchique, et l'affaiblissement conséquent de la noblesse. N'ayant pas subi de transformations propres à en faire une résidence nobiliaire adaptée aux usages du XVIe siècle, il est laissé à la charge d'un ou deux lieutenants symbolisant la propriété éminente de la forteresse. Il tombe progressivement en ruines. En 1780, le château de Luna passe dans le domaine des ducs d'Osuna, puis est définitivement abandonné au XIXe siècle.
À la mort de Mariano Téllez Girón, duc d'Osuna et d'Arcos (entre autres titres), la forteresse est saisie par ses créanciers, qui le revendent en 1897. Le monument est racheté en 1902 par un archéologue anglais du nom de Georges Bonsor Saint-Martin. Celui-ci réalise entre 1903 et 1906 divers travaux de restauration, et y installe sa résidence et son cabinet. Après son décès en 1930, sa veuve prend en charge l'entretien du château, jusqu'à sa mort en 1979. En 1985, la Junta de Andalucía rachète le bien à la famille. C'est le département de la culture du gouvernement régional qui en est depuis lors propriétaire.

## Le château

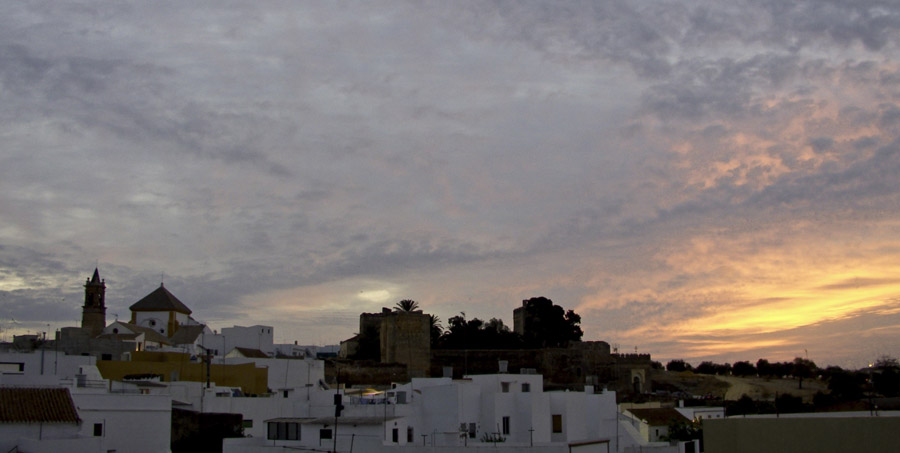
Mairena del Alcor, et le château au fond.

Le château de Luna se dresse sur un petit promontoire de 140 mètres d'altitude, situé au sud de la ville historique qui s'étend à ses pieds. De l'autre côté de cette colline, la forteresse est entourée d'une oliveraie. Le château, dont l'architecture s'adapte au dénivelé du terrain, se présente en deux parties. Le fort central de plan plus ou moins carré est composé d'une place d'armes carrée ceinte d'une muraille mal conservée flanquée à chaque angle de tours carrées à deux étages. Cet ensemble est entouré d'une muraille extérieure consistant en une robuste barbacane doublée d'un fossé, construite au XVe siècle, soit un siècle après le noyau initial. L'organisation interne du château a été bousculée lors de la restauration effectuée au début du XXe siècle par Bonsor, qui aménagea diverses habitations dans les tours.
Les quatre tours du corps principal présentent les mêmes caractéristiques matérielles. Placées à chaque angle de l'enceinte de la place d'armes centrale, elles diffèrent uniquement par leur état de conservation et l'avancée de la restauration. Chacune d'entre elles porte un nom : Tour du duc, Tour étêtée, Tour de la cloche et Tour démolie. D'une hauteur d'environ sept mètres, elles s'élèvent sur deux étages totalement indépendants. On parvenait donc aux étages à travers des échelles, ce qui avait pour conséquence de compliquer l'entrée d'éventuels assaillants. Elles étaient toutes percées d'archères, aujourd'hui bouchées.
Des quatre, la tour Mocha (étêtée, arasée, ou encore sans tête) est la moins bien conservée, ayant perdu avec le temps le deuxième niveau. Elle présente donc une élévation bien moins importante que les autres, caractéristique renforcée par la hauteur de la muraille contigüe. La tour derruida (détruite), quoique abîmée, est quant à elle la moins affectée par les restaurations de Bonsor : on peut donc y apprécier la construction dans son état original.
La muraille qui unit ces quatre tours s'organise en quatre pans d'une trentaine de mètres chacun. L'ouvrage a connu une importante restauration à l'époque de Bonsor, en raison de l'état de ruine prononcée dans lequel elle se trouvait. Tous les segments n'ont pas été relevés. L'emplacement de la place d'armes contenue dans le périmètre de l'enceinte intérieure est occupé depuis les réformes de Bonsor par un vaste jardin.
On accède au château par une des tours. Cet accès a été créé par Bonsor, qui perça la tour et combla le fossé à cet endroit pour y placer une rampe. La porte d'origine était en réalité placée sur le flanc est de la muraille, dans une tour utilisée par l'architecte anglais pour y installer son cabinet. L'accès était protégé par un corps de garde encore en place, quoique dégradé, complété par un pont-levis disparu.
Enfin, la seconde ligne d'enceinte, ou muraille extérieure, est en fait constituée d'une barbacane au tracé irrégulier. Comme la muraille intérieure, cette enceinte a conservé son parapet original dans sa quasi-totalité, mais les merlons ont disparu. Le mur est percé de meurtrières, accentuant le caractère défensif du bâtiment. L'état de conservation est inégal selon les secteurs, tout n'ayant pas encore fait l'objet de travaux de restauration. Le fossé qui entoure la barbacane est pour sa part comblé sur une partie de son extension, occupé par les cours des maisons adossées à la forteresse, sur le flanc de la colline le moins escarpé, du côté du centre historique.
Les matériaux de construction sont assez sommaires, ce qui peut en partie expliquer la dégradation rapide du monument au cours des siècles. Les fondations de la forteresse sont en pierre crue, tandis que les corps de bâtiment sont essentiellement composés de tapial, un mélange similaire au pisé, mêlant de la terre à des éclats de pierre et de céramique, le tout étant renforcé à la chaux. La pierre de taille n'a été utilisée que pour consolider les angles des tours. Les bâtisseurs ont eu recours à la brique pour les encadrements de portes ou de fenêtres.

## Protection
Le château fait l’objet d’un classement en Espagne au titre de bien d'intérêt culturel depuis le 22 juin 1993.